# Megaravalli, Tirthahalli
Megaravalli là một làng thuộc tehsil Tirthahalli, huyện Shimoga, bang Karnataka, Ấn Độ.